# Les diamants de la couronne
Les diamants de la couronne (AWV 34, deutscher Titel: Die Krondiamanten) ist eine Opéra-comique in drei Akten von Daniel-François-Esprit Auber (Musik) mit einem Libretto von Eugène Scribe und Jules Henri Vernoy Marquis de Saint-Georges. Sie wurde am 6. März 1841 in der Salle Favart II der Opéra-Comique in Paris uraufgeführt.

## Handlung

### Kurzfassung (Leo Melitz, 1906)
Erster Akt. Gebirgsschlucht in Estremadura. Don Henrique hat sich verirrt, findet jedoch das Abenteuer interessant. Er entdeckt in der Schlucht eine Falschmünzerbande. Die Falschmünzer sehen ihn und wollen ihn töten, werden aber durch die eintreffende Catarina daran verhindert. Sie kennt Don Henrique, ist sie selbst doch die hier unbekannte Königin von Portugal, welche die Falschmünzer aufgesucht, um zu Gunsten des Staatsschatzes die echten Diamanten der Krone durch falsche zu ersetzen. – Die Falschmünzer, welche Catarina für ihre Beschützerin halten, gehorchen ihr in allen Stücken. Henrique sieht die falschen Diamanten, die er für echt hält, und glaubt sie geraubt. Da sie von Soldaten bedroht ist, beschließt die Bande, mit Henriques Pass die Grenze zu erreichen. Schon zu spät, die Truppen nahen, aber schnell gefasst, werfen die Falschmünzer auf Catarinas Rat die Diamanten in einen Sarg und machen sich bereit, als Pilger unter frommen Gesängen an den Soldaten vorbeizuziehen.
Zweiter Akt. Schloss zu Coimbra. Während der sechsjährigen Abwesenheit des Don Henrique hat dessen Freund Don Sébastien mit Henriques Braut Diana einen Herzensbund geschlossen. Henrique ist nun angekommen und trifft im Schloss mit Catarina zusammen, die mit Rebolledo hier Schutz sucht, da ihr Wagen zerbrochen. Da kommt die Nachricht aus Lissabon, dass die Krondiamanten gestohlen seien; verdächtig ist eine gewisse Catarina. An der eintreffenden Personenbeschreibung erkennt Diana die Pseudo-Räuberin. Henrique aber, der Catarina liebt, überredet Diana, durch Verzicht auf deren Hand, die Bedrohte zu retten.
Dritter Akt. Im Palast zu Lissabon. Die Personen treffen hier zusammen, und es enthüllt sich den Eingeweihten, dass Catarina die Königin ist, welche die echten Krondiamanten verkauft und durch die eingegangenen Summen den Staat vor dem Finanzruin gerettet hat. Als sie vom Staatsrat zur Wahl eines Gatten aufgefordert wird, verwirft sie den vorgeschlagenen Infanten von Spanien und wählt den glücklichen Henrique. Nunmehr ist Dianas Hand frei, und sie darf mit ihrem Geliebten Don Sébastien zum Altar treten.

### Erster Akt
Werkstatt der Falschmünzer in den Gebirgen der Estremadura
Die Oper spielt in Portugal zur Zeit der Krönung von Königin Maria I. im Jahr 1777.
Szene 1. Don Henrique, Neffe des Grafen von Campo Mayor, des Polizeiministers in Coimbra, ist nach sechsjähriger Abwesenheit auf dem Weg nach Lissabon, um seine Rolle bei der bevorstehenden Krönung einzunehmen. Bei dieser Gelegenheit will er auch den seit langem vereinbarten Ehevertrag mit seiner Cousine Diana, der Tochter des Polizeiministers, unterschreiben. Da er auf dem Weg durch die Berge von einem Sturm überrascht wurde, sucht er in den Ruinen einer Burg in der Nähe des Klosters St. Huberto Schutz, während sich sein Diener um die Pferde kümmert und nach einer besseren Unterkunft sucht. Er beruhigt sich selbst mit einem Lied („Vivent la pluie et les voyages“). Während seines Gesangs vernimmt er in einer fernen Höhle Hammerschläge, die ihn neugierig machen. Dort entdeckt er Rebolledo, den Anführer einer Falschmünzerbande, und dessen Kumpanen Barbarigo und Mugnoz, die gerade den Inhalt seines Koffers untersuchen.
Szene 2. Henrique versteckt sich, um die drei zu belauschen. So erfährt er, dass sie seinen Diener in die Flucht geschlagen, die Pferde und den Wagen in eine Schlucht getrieben und sich seines Gepäcks bemächtigt haben. Die Fälscher warten auf ihre Auftraggeberin, die mysteriöse Catarina, die Räubereien eigentlich streng verboten hat. Sie hatte den bereits zum Tode verurteilten Rebolledo einst in Lissabon aus dem Kerker befreit und sich dadurch seine Treue gesichert. Als Rebolledo die anderen Mitglieder der Bande holen will, bemerkt er Henrique und lässt ihn festnehmen (Szene und Chor: „Ah! de notre colère“).
Szene 3. In diesem Moment trifft Catarina ein und stellt sich in einer Arie vor, die sehr an das Banditenlied in Fra Diavolo erinnert (Arie Catarina: „Oui, c’est moi, c’est votre compagne“). Nachdem sie Henriques Namen erfahren hat, stellt sich zu dessen Überraschung heraus, dass sie mit seinen Pläne bereits gut vertraut ist. Dennoch will sie ihn für weitere zehn Tage in Haft behalten.
Szene 4. Im weiteren Gespräch mit Catarina erfährt Henrique, dass Diana inzwischen einen anderen Verehrer hat. Sie ist jetzt bereit, ihn unter einer Bedingung, die sie erst später nennen will, ziehen zu lassen. Seinen Freipass will sie behalten, um ihn für ihre eigenen Zwecke zu nutzen.

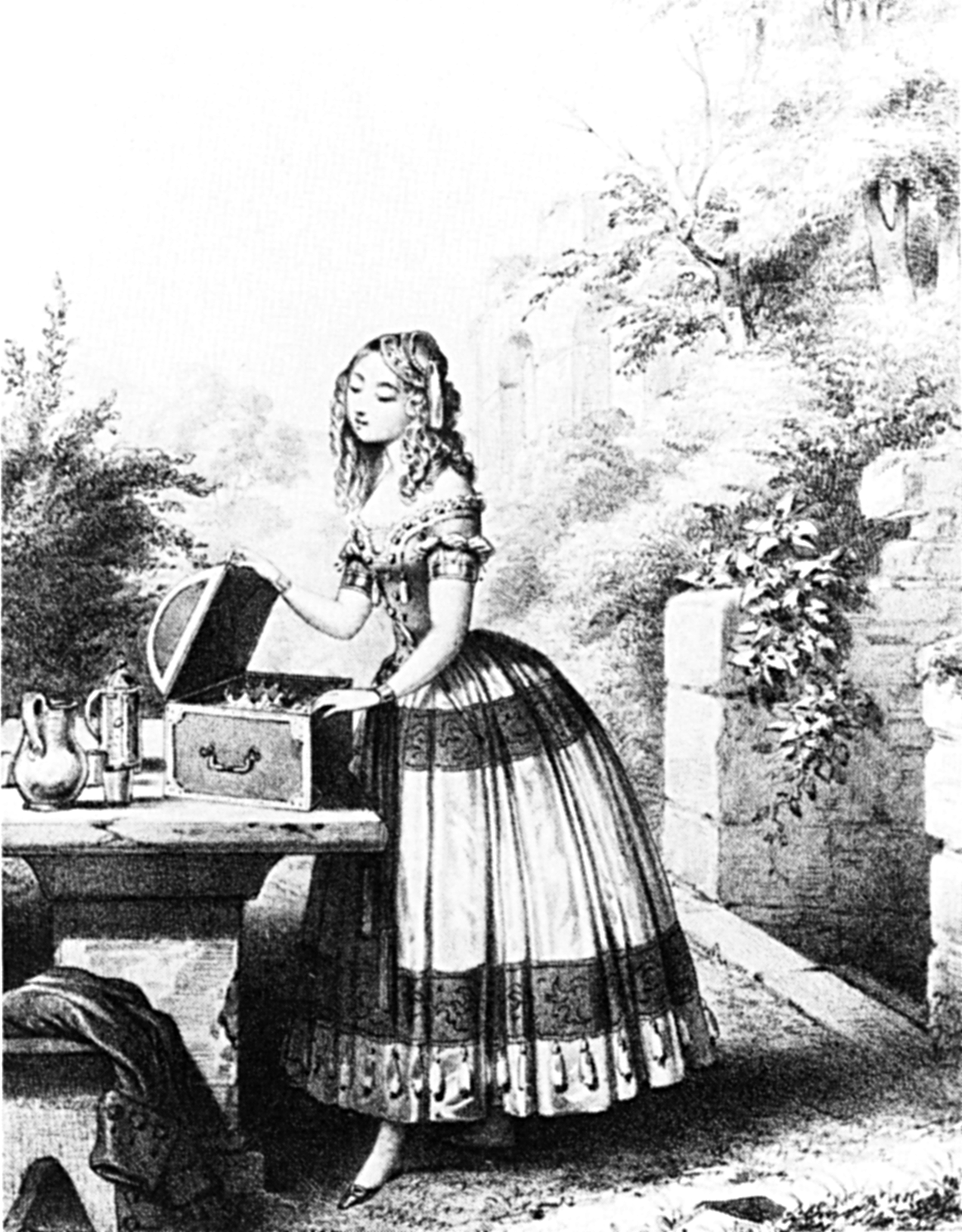
Anna Thillon als Catarina

Szene 5. Die Falschmünzerbande versammelt sich zum Abendessen (Szene und Chor: „Amis, dans ce manoir noir“), und Catarina stimmt einen Rundgesang an (Ballade: „Le beau Pédrille“). Barbarigo stellt eine Schatulle mit Schmuckstücken auf den Tisch, die Catarina genauestens begutachtet. Es sind die Produkte der Fälscherwerkstatt, die Henrique für Raubgut hält. Die von Catarina gestellte Aufgabe ist damit erfüllt. Spätestens am nächsten Tag wollen alle die Gegend verlassen, um andernorts ein neues, ehrliches Leben zu beginnen. Henriques Pass soll ihnen eine sichere Reise gewähren.
Szene 6. Catarina verspricht Henrique freien Abzug, sofern er schwört, ein Jahr lang nicht über das hier Gesehene zu sprechen. Außerdem darf er sie nicht kennen, ganz gleich, in welcher Gestalt er sie treffen wird. Verwundert stimmt Henrique zu. Da seine eigene Kutsche zerstört wurde, will Catarina ihn mit ihrem eigenen Wagen zur nächsten Poststation bringen. Der von Catarina faszinierte Henrique warnt sie, ihre gefährlichen Tätigkeiten fortzusetzen. Er glaubt, sein Onkel könne vielleicht etwas für sie tun – nicht jedoch für ihre Spießgesellen oder gar Rebolledo. Catarina versichert ihm, dass ihr keine Gefahr drohe.
Szene 7. Rebolledo meldet, dass der Waren bereit sei. Vor dem Aufbruch wird Catarina aber noch Frühstück mit Schokolade serviert, und sie lädt Henrique ein, sich zu ihr zu setzen (Duett Henrique/Catarina und Finale: „Ah! c’est charmant! Le doux tête-à-tête“). Henriques Faszination nimmt immer weiter zu.
Szene 8. Die Banditen stellen fest, dass sie von Regierungstruppen umzingelt wurden. Der geplante Aufbruch ist somit unmöglich geworden. Catarina sieht jedoch einen Ausweg.
Szene 9. Mugnoz und einige andere wollen sich die Bahn gewaltsam brechen. Er berichtet, dass es sich um zweihundert Mann handelt, die vom Minister (Henriques Onkel) persönlich beauftragt wurden und unter der Führung Don Sébastiens (seines Freundes) stehen.
Szene 10. Rebolledo teilt den anderen Catarinas Plan mit: Alle verkleiden sich als Pilger auf dem Weg zum nahegelegenen Kloster. Die Juwelen nehmen sie in einem Sarg versteckt mit sich. Einen schwermütigen Chor singend entkommen sie unbehelligt den Soldaten. Rebolledo und Catarina hingegen nutzen einen unterirdischen Gang zur Flucht.

### Zweiter Akt
Salon im Schloss des Grafen von Campo Mayor in Coimbra
Szene 1. Diana und Sébastien unterhalten sich über ihre geplante Verlobung mit Henrique. Obwohl Diana längst keine Gefühle mehr für diesen hat, sondern einen anderen liebt, bringt sie es nicht fertig, den Befehl ihres Vaters zu missachten, der die Hochzeit angeordnet hat. Sébastien gesteht, dass er sich selbst längst in sie verliebt hat. Doch auch er würde Henrique, dem er viel verdankt, niemals hintergehen. Diana will die Hoffnung aber noch nicht aufgeben (Duett Diana/Sébastien: „Mon cousin qui dans tous le temps“). Sie vermutet, dass auch Henriques Gefühle längst einer anderen gelten.
Szene 2. Henrique und sein Onkel treffen ein. Der Ehevertrag soll noch am selben Abend unterzeichnet werden. Sébastien soll als Zeuge ebenfalls unterschreiben. Er berichtet von seinem erfolglosen Feldzug im Gebirge, bei dem er keine Spur der dort vermuteten Falschmünzerbande finden konnte. Lediglich eine Gruppe Pilger war dort, die er mit seinen Soldaten zusammen zum Gebet kommandierte. Bei diesen Worten muss Henrique kurz auflachen.
Szene 3. Weitere herausgeputzte Gäste und Bediente erscheinen (Szene und Chor: „Du plaisir qui nous appelle“). Campo Mayor fordert das Brautpaar auf, zur Unterhaltung der Gäste ein Duett zu singen, und Diana schlägt einen Bolero vor (Bolero: „Dans les défilés des montagnes“). Der Vortrag wird mehrmals unterbrochen. Zuerst wird Campo Mayor durch die Depesche eines Kuriers ins Kabinett berufen. Dann meldet Sébastien, dass es einen Kutschenunfall gegeben habe und die Reisenden hier Zuflucht suchen.
Szene 4. Wenig später treten Catarina und Rebolledo ein. Die Überraschung beim Wiedersehen von Henrique und Catarina äußert sich in einem Quintett („O surprise nouvelle“), das sich zu einem humorvollen Ensemblestück erweitert und auch eine Wiederholung des Boleros beinhaltet, bei der Catarina Henriques Partie übernimmt und mit Diana im Duett singt. Den Höhepunkt bildet eine Bravourarie Catarinas (Variationen: „Ah! je veux briser ma chaine“). Sie lehnt zwar eine Einladung Dianas zum Tanz ab, schlägt stattdessen aber ein Spiel vor. Diana entdeckt in einem Journal einen von Henriques Diener verfassten Bericht über die Räuberbande im Gebirge, die auch eine genaue Beschreibung der Anführer Rebolledo und Catarina enthält. Erschrocken versucht Henrique, ihr das Blatt zu entreißen, doch in diesem Augenblick beginnt im Saal der Ball mit einer Sarabande, und das Thema ist vergessen. Henrique, der auf ein Gespräch mit Catarina hofft, bittet Sébastien, Diana aufzufordern.
Szene 5. Nachdem die anderen in den Saal gegangen sind, warnt Henrique Catarina vor der Gefahr, die ihr hier droht. Er wundert sich auch über ihr offenbar verändertes Verhältnis zu Rebolledo, vertreibt aufkommende Eifersucht aber schnell durch ein Liebesgeständnis und bittet sie, mit ihm zusammen zu fliehen. Für sie will er alles aufgeben. Catarina lehnt ab, gibt ihm aber als Andenken einen Ring.
Szene 6. Diana teilt Catarina mit, dass die Reparatur ihres Wagens erst am folgenden Tag abgeschlossen sein werde. Sie muss also noch bleiben – und tanzen.
Szene 7. In einem kleinen Duett (Duett Henrique/Diana: „Savez-vous, mon cousin?“) neckt Diana ihren Cousin mit seinem plötzlichen Interesse an der hübschen Fremden. Henrique versichert ihr, dass er sie noch liebe, lässt aber zugleich Bedenken erkennen. Da ertönt die Glocke: Sein Onkel ist zurückgekehrt.
Szene 8. Campo Mayor verkündet den Anwesenden die unerhörte Nachricht, dass die Kronjuwelen entwendet wurden. Er bemerkt an Henriques Hand den Ring Catarinas und meint, dieser sei einer der berühmtesten Diamanten des Kronschatzes, der sogenannte „Brasilianer“. Henrique behauptet, er habe ihn erst kürzlich bei einem Juwelier erstanden. Campo Mayor will diese Spur umgehend verfolgen lassen. Dies erinnert Diana wieder an den Zeitungsbericht. Sie liest darin die Beschreibung Catarinas und erkennt deren Ähnlichkeit mit der unbekannten Dame.
Szene 9. Diana gerät in Panik.
Szene 10. Sie vertraut ihren Verdacht Henrique an, der daraufhin das Blatt zerreißt, ihr seine Liebe zu Catarina offenbart und sie bittet, bei deren Flucht zu helfen. Diana erklärt sich unter der Bedingung dazu bereit, dass Henrique vor der Unterzeichnung des Ehevertrags freiwillig davon zurücktritt. Er stimmt zu, und Diana zieht sich zurück, um Catarinas Flucht vorzubereiten.
Szene 11. Catarina, die dieses Gespräch unbemerkt angehört hat, zeigt sich gerührt von Henriques Verhalten. Ihm zuliebe will sie dem beschriebenen Fluchtweg folgen.
Szene 12. Die anderen kommen aus dem Tanzsaal (Finale „Oui, je pars cette nuit“). Henrique und Diana sollen nun in Gegenwart eines Notars den Ehevertrag unterschreiben. Diana macht den Anfang, und Henrique verweigert wie versprochen seine Unterschrift. Catarina ruft ihm ein freundliches „Danke“ zu und macht sich auf den Weg nach draußen.
Szene 13. Bedienstete teilen Campo Mayor mit, dass die fremde Dame und ihr Gefährte in seinem eigenen Wagen abgereist seien. Er erkennt, dass es sich bei den beiden um die gesuchten Diebe handeln muss. Alle gehen verstört auseinander. Nur Diana und Henrique bleiben und reichen sich im Einverständnis die Hände.

### Dritter Akt
Vorsaal des königlichen Palasts in Lissabon; im Hintergrund der Thronraum
Szene 1. Zu gleicher Zeit, doch unabhängig voneinander treten Henrique und Sébastien ein. Beide hoffen auf eine Audienz bei der neuen Königin. Henrique erfährt von seinem Freund, dass die fremde Dame entkommen ist. Sébastien dankt ihm für seinen Rückzug von der Verlobung.
Szene 2. Auch Campo Mayor trifft mit seiner Tochter Diana ein, die er der Königin vorstellen will. Er kann Henrique sein Verhalten am Verlobungsabend nicht vergeben. Dieser nutzt die Gelegenheit, den Minister auf die Liebe zwischen Diana und Sébastien hinzuweisen. Campo Mayor wäre mit dieser Verbindung einverstanden, sobald Sébastien einen ihm angemessenen Rang eingenommen hat. Es gäbe eine Möglichkeit, diesen zu erhalten, wenn er die Kronjuwelen wiederfinden und die Diebesbande festnehmen würde. Diese Catarina sei so frech gewesen, ihm seinen Wagen mit einem Begleitschreiben zurückzusenden.
Szene 3. Zur großen Überraschung der anderen erscheint nun auch Rebolledo in reich geschmückten Staatsgewand mit diversen Orden, der von einem Kammerdiener als Graf Antonio Morillas De Fuentes angemeldet wird (Quintett: „Oh ciel! Ah! vous connaissez donc“). Während Sébastien und Campo Mayor dessen Ähnlichkeit mit dem Begleiter Catarinas sofort bemerken, spielen Henrique und Diana diese herunter.
Szene 4. Der Kammerdiener verkündet, dass die Königin heute nur den Grafen Fuentes empfangen wolle. Die anderen müssen gehen.
Szene 5. Während er wartet, geht Rebolledo in Gedanken seinen Bericht an die Königin durch: Er war wegen seiner Fälschungen zum Tode verurteilt worden. Ein Gnadengesuch war abgelehnt worden, weil er nicht gegen seine Gehilfen aussagen wollte. Dann hatte ihm eine Dame aus dem Gefängnis befreit, sich als Ehrendame der Infantin vorgestellt, und ihm den Auftrag gegeben, Duplikate der Kronjuwelen herzustellen. Diese sollten die echten Juwelen ersetzen, damit die Originale zur Rettung des Staatshaushalts verkauft werden könnten. Die Dame selbst sollte seinen Mitarbeitern gegenüber als seine Nichte ausgegeben werden.
Szene 6. Die Königin tritt ein, gibt sich Rebolledo zu erkennen und dankt ihm für seine guten Dienste. Damit hat er seine früheren Vergehen vollständig wieder gut gemacht. An seinem Bericht erkennt sie, dass die Staatsfinanzen nun gerettet sind. Rebolledo erinnert sie daran, dass sie nach dem Testament ihres Vaters verpflichtet sei, vor der Krönung den vom Regentenrat ausgewählten Gemahl zu ehelichen. Es gebe bereits einige Kandidaten. Da die Königin jedoch selbst einmal geäußert hatte, sie wünsche einen Gatten, der sie um ihrer selbst willen liebe, wolle er sie auf einen jungen Edelmann hinweisen, der dies tue. Die Königin weicht aus, da sie nicht glaubt, jetzt noch romantischen Träumen folgen zu können. Rebolledo erinnert sie daran, dass sie als Catarina uneingeschränkt gebieten konnte. Die Königin schickt hin fort.
Szene 7. Die Königin überlegt, ob sie noch immer frei wählen kann (Cavatine Catarina: „Non, non, fermons l’oreille“).
Szene 8. Campo Mayor bringt der Königin den Beschluss des Regentenrats: Sie soll den Infanten von Spanien heiraten. Sie nimmt das Papier und trägt eine kleine Ergänzung ein, nach der ihr die freie Wahl des Gatten überlassen bleibt. Sollten die Ratsmitglieder dies verweigern, hat sie die Macht, deren sämtliche Besitztümer einzuziehen, weil sie den Diebstahl der Krondiamanten nicht verhindert hatten. Auch Campo Mayor und seine Tochter seien mitschuldig, weil er jene Catarina in seinem Schloss empfangen und sie ihre Flucht ermöglicht habe.
Szene 9. Als unerwartet Diana hereinkommt, wendet sich die Königin schnell ab, um nicht erkannt zu werden. Campo Mayor fragt seine Tochter, ob sie Catarina wirklich zur Flucht verholfen habe (Terzett: „Devant un père qu’on accuse“). Sie gesteht, wirft sich der Königin zu Füßen und fleht sie um Gnade an. Erst jetzt erkennt sie, mit wem sie es zu tun hat. Die Königin flüstert ihr schnell zu, das Geheimnis zu wahren. Sie schickt Campo Mayor mit dem abgeänderten Beschluss zum Rat. Anschließend verspricht sie, Diana zu ihrer Ehrendame und Sébastien zum Hauptmann ihrer Wachen zu ernennen. Vorerst solle sie aber noch schweigen.
Szene 10. Henrique kommt herein und erkennt in der Königin sofort seine Geliebte, hält sie aber weiterhin für die flüchtige Fälscherin. Er schwört ihr erneut seine Liebe und ist bereit, ihretwegen alles aufzugeben. Seine Güter will er Diana abtreten, damit sie Sébastien heiraten kann. Die Königin schickt ihn fort, verspricht aber ein baldiges Wiedersehen am selben Ort.
Szene 11. Campo Mayor kehrt mit Sébastien zurück und lässt seinen Neffen wegen Majestätsbeleidigung verhaften. In diesem Moment verkündet ein Marsch außerhalb der Szene den Beginn der Krönungsfeierlichkeiten (Finale: „Entendez-vous cette marche guerrière?“).
Szene 12. Volk strömt herein, der Vorhang zum Thronraum öffnet sich, und die Königin zeigt sich im Purpurmantel mit Zepter und Krone auf dem Thron, umgeben vom Hofstaat in Galakleidung. Sie verkündet, dass man ihr die Wahl des Gatten anheimgestellt habe und lässt Henrique vorführen. Dieser tritt gebeugten Hauptes herein, kniet nieder und bittet für Catarina um Gnade. Erst als er den Blick erhebt, erkennt er, dass diese und die Königin dieselbe Person sind. Die Königin verkündet öffentlich, dass sie Henrique als Gatten erwählt habe. Alle bejubeln das neue Herrscherpaar.

## Gestaltung
Trotz der extrem unwahrscheinlich erscheinenden Handlung ist das Werk raffiniert aufgebaut. Es verdankt seinen langjährigen Erfolg den herausragenden Fähigkeiten seiner Schöpfer, der abwechslungsreichen und emotionalen Szenenfolge mit Lokalkolorit und Räuberromantik und dem melodischen Einfallsreichtum Aubers. Die Flucht in der Kutsche hat ein Vorbild in Prosper Mérimées Sammlung Le théâtre de Clara Gazul.
Die Ouvertüre stellt bereits einige Themen der Oper vor, wobei der erste, im Pianissimo zu spielende Abschnitt besonders effektvoll ist. Bemerkenswert sind auch die Final-Nummern der ersten beiden Akte. Größere Verbreitung erhielt die Musik dieser Oper auch in den zeitgenössischen Tanzhallen.

### Orchester
Die Orchesterbesetzung der Oper enthält die folgenden Instrumente:
- Holzbläser: zwei Flöten (2. auch Piccolo), zwei Oboen, zwei Klarinetten, zwei Fagotte
- Blechbläser: vier Hörner, zwei Pistons in F, drei Posaunen
- Pauken, Schlagzeug: Becken, große Trommel
- Streicher

### Musiknummern
Die Oper enthält laut Angabe in der Gesangspartitur die folgenden Musiknummern (deutsche Texte nach der Fassung von Václav Alois Svoboda):
Erster Akt
- Nr. 1. Couplets (Don Henrique): „Vivent la pluie et les voyages“ – „Welch’ ein romantisch Abenteuer“ (Szene 1)
- Nr. 2.
  - Szene und Chor: „Ah! de notre colère“ – „Auf, Brüder, ohne Säumnis“ (Szene 2/3)
  - Arie (Catarina): „Oui, c’est moi, c’est votre compagne“ – „Ja ich bin’s. Seid Freunde willkommen“ (Szene 3)
- Nr. 3.
  - Szene und Chor: „Amis, dans ce manoir noir“ – „Freunde! wenn uns die Nacht lacht“ (Szene 5)
  - Ballade: „Le beau Pédrille“ – „Pedrillo, arm, kann nicht sein Lieb’ erwerben“ (Szene 5)
- Nr. 4. Duett (Don Henrique, Catarina) und Finale: „Ah! c’est charmant! Le doux tête-à-tête“ – „Das ist recht schön. Unter diesem Flieder“ (Szene 7)

Zweiter Akt
- Nr. 5. Duett (Diana, Don Sébastien): „Mon cousin qui dans tous le temps“ – „Mein Cousin war in alter Zeit“ (Szene 1)
- Nr. 6.
  - Szene und Chor: „Du plaisir qui nous appelle“ – „Zahlreich stellt sich ein der Gäste […] Schaar“ (Szene 3)
  - Bolero: „Dans les défilés des montagnes“ – „Seht nach jenen düsteren Gauen“ (Szene 3)
  - Variationen: „Ah! je veux briser ma chaine“ – „Joao hat über Amors Plagen“ (Szene 4)
- Nr. 7. Duett (Don Henrique, Diana): „Savez-vous, mon cousin?“ – „Wisst Ihr, mon cher cousin“ (Szene 7)
- Nr. 8. Finale: „Oui, je pars cette nuit“ – „Noch die Nacht geh ich hin“ (Szene 12)

Dritter Akt
- Nr. 9. Quintett: „Oh ciel! Ah! vous connaissez donc“ – „O Gott! Wie? Excellenz kennt schon“ (Szene 3)
- Nr. 10. Cavatine (Catarina): „Non, non, fermons l’oreille“ – „Nein, nein, nicht folgen darf ich“ (Szene 7)
- Nr. 11. Terzett: „Devant un père qu’on accuse“ – „Vor deinem Vater stehe Rede“ (Szene 9)
- Nr. 12. Finale: „Entendez-vous cette marche guerrière?“ – „Hört ihr der Krieger frohe Märsche schallen“ (Szene 11)

Der Klavierauszug enthält außerdem die Ouvertüre, zwei Zwischenaktmusiken und im zweiten Akt als Nr. 7 eine Sarabande. Die darauf folgenden Nummern erhöhen sich dort um 1.

## Werkgeschichte

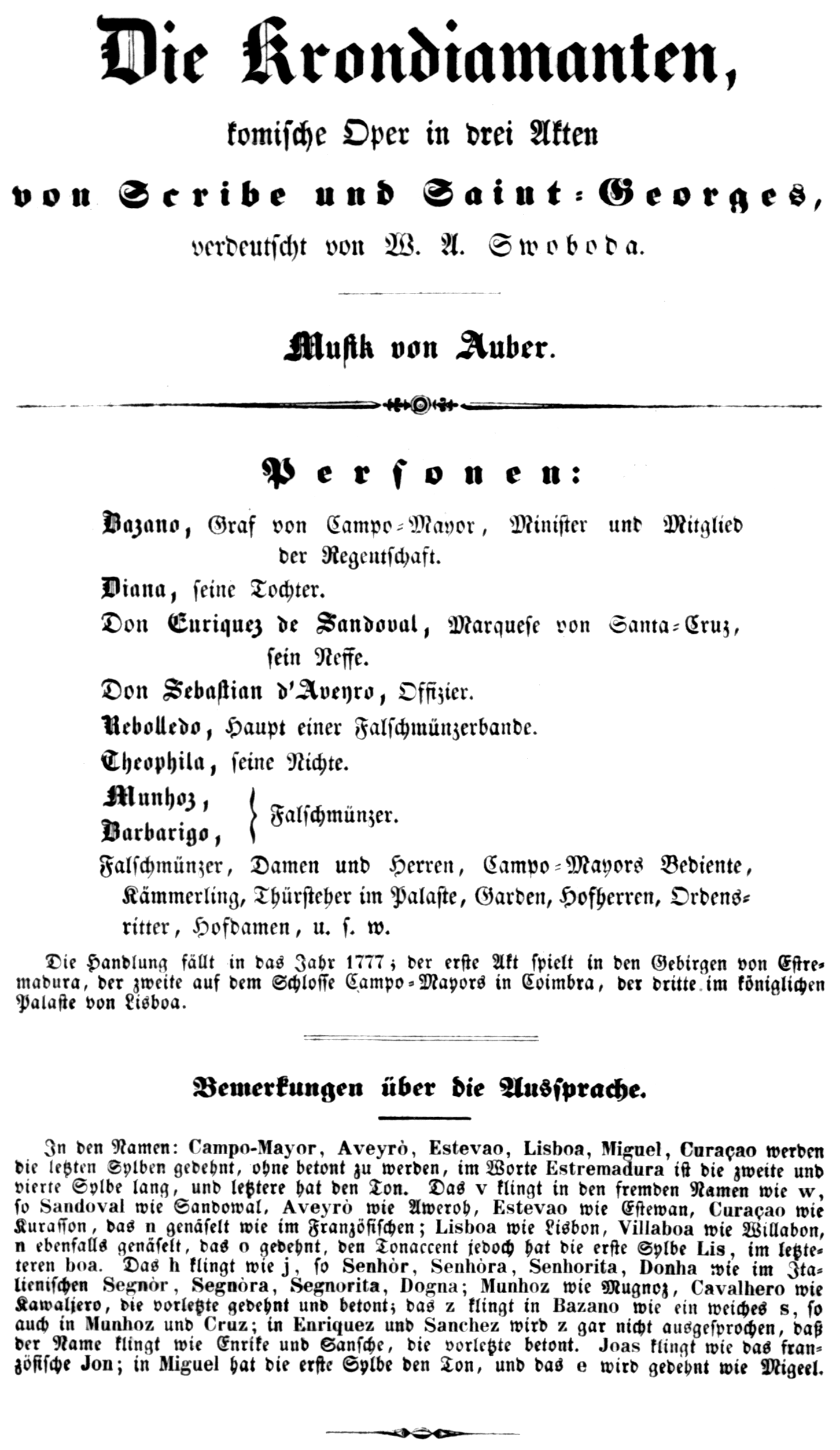
Titelblatt des deutschen Librettos, Mainz 1841

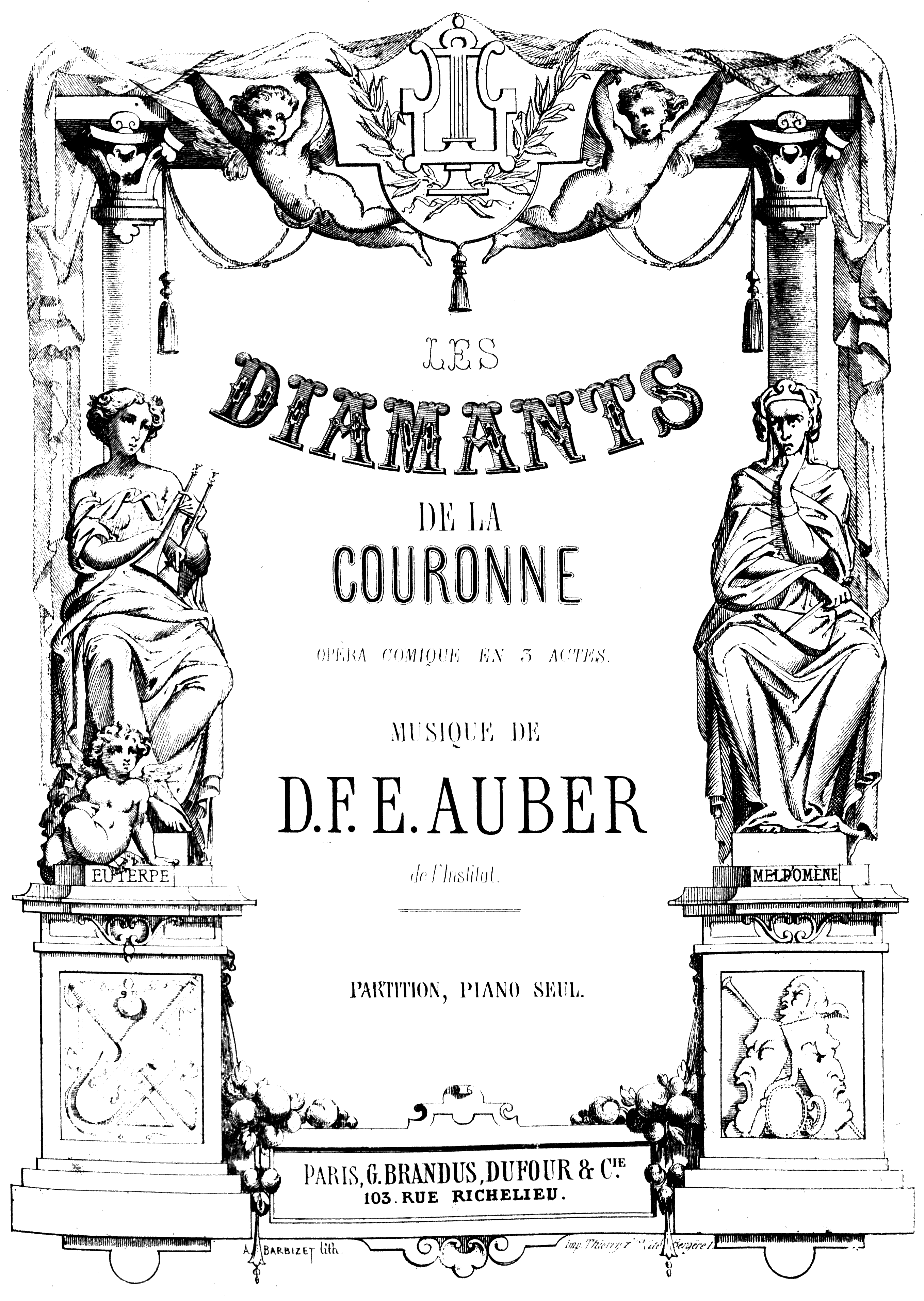
Titelblatt des Klavierauszugs, Paris 1857

Das Libretto dieser Opéra-comique stammt von Eugène Scribe und Jules Henri Vernoy Marquis de Saint-Georges.
Bei der Uraufführung am 6. März 1841 in der Salle Favart II der Opéra-Comique in Paris sangen Charles Achille Ricquier (Comte de Campo Mayor), Joseph-Antoine-Charles Couderc (Don Henrique), Toussaint-Eugène-Ernest Mocker (Don Sébastien), François-Louis-Ferdinand Henri (Rebolledo), Louis Palianti (Barbarigo und Kammerdiener), Charles-Louis Sainte-Foy (Mugnoz), Célestine Darcier (Diana) und Anna Thillon (Catarina).

Kostüme der Uraufführung von 1841
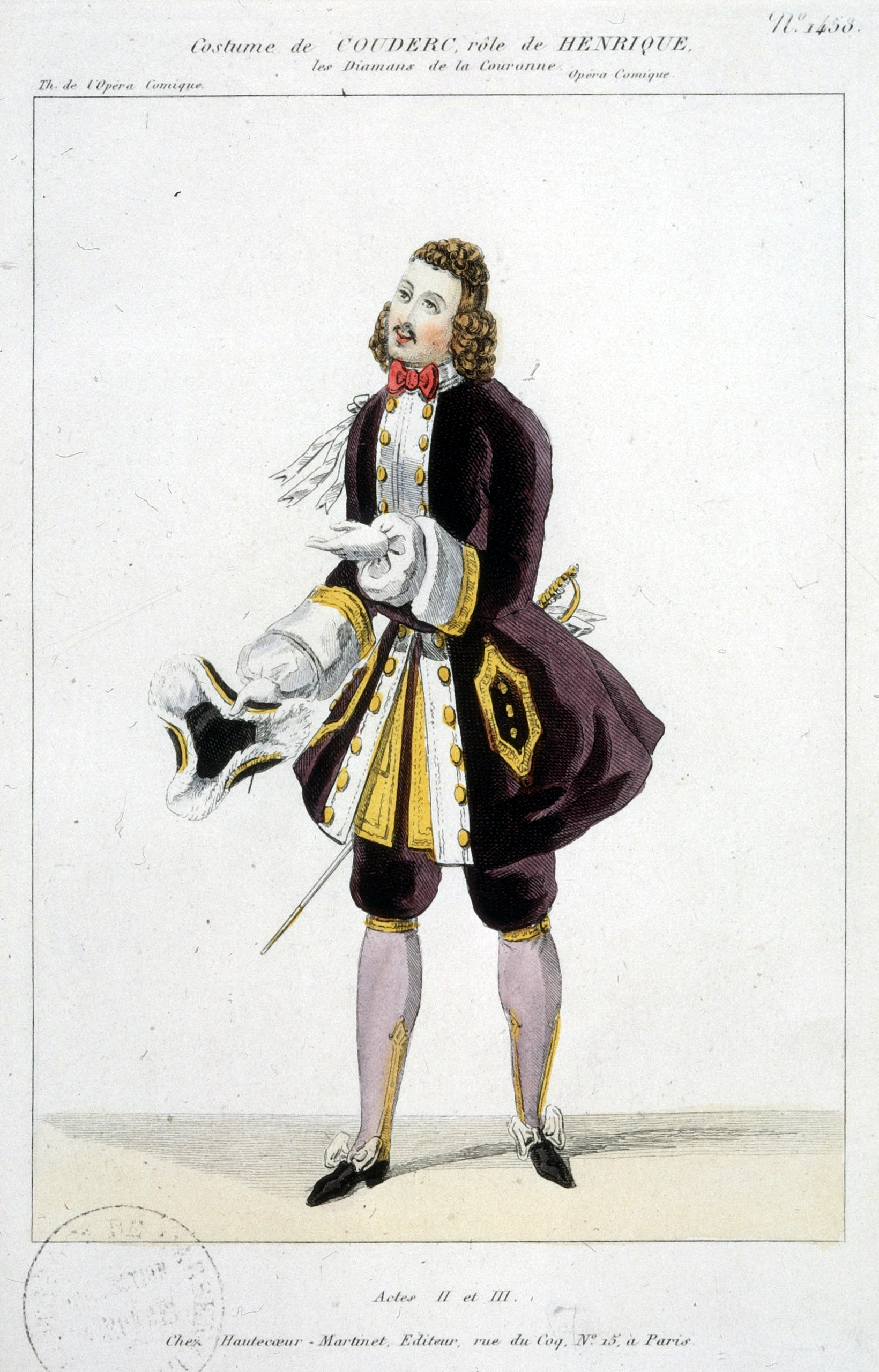
Couderc (Don Henrique; zweiter und dritter Akt)
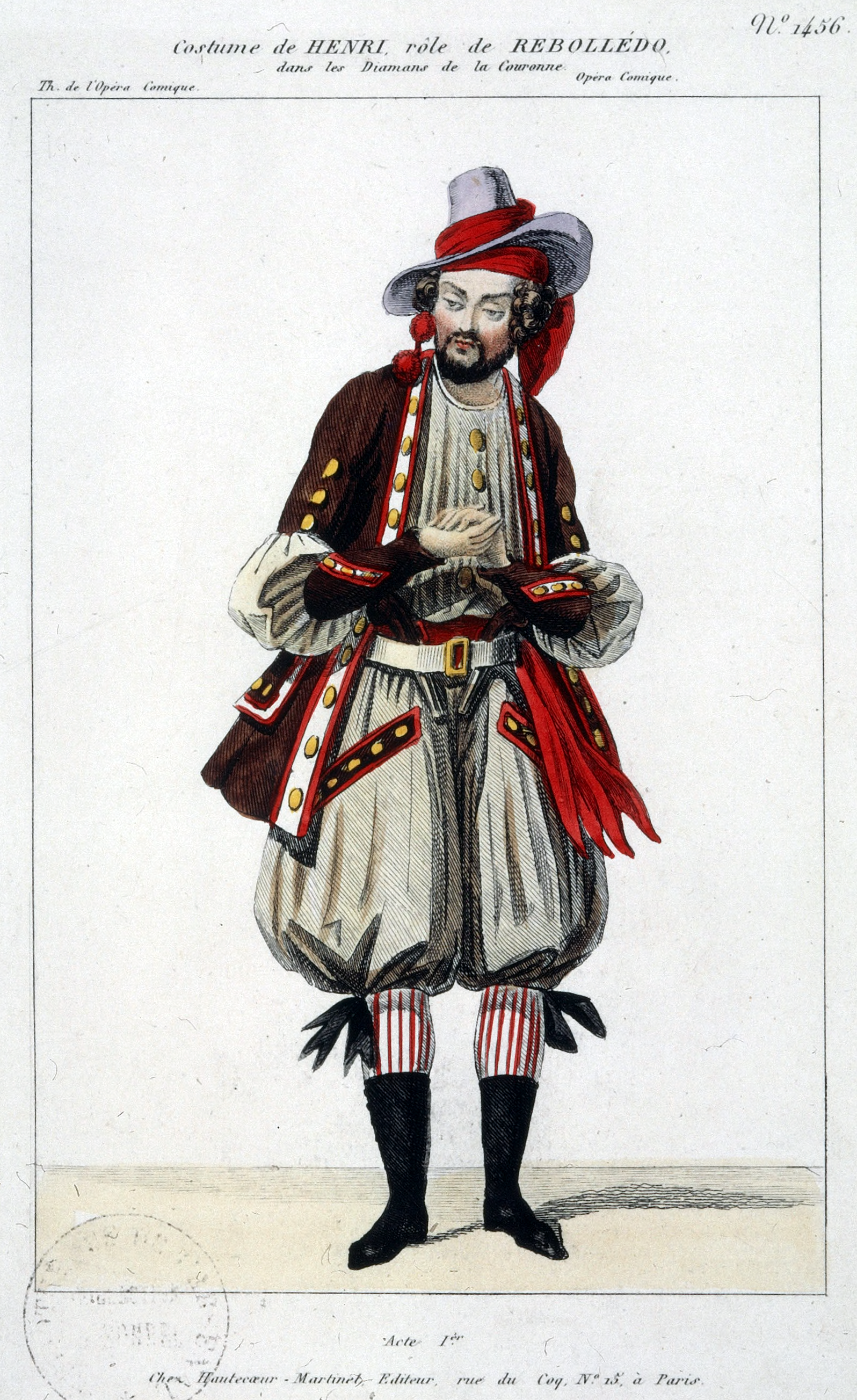
Henri (Rebolledo, erster Akt)
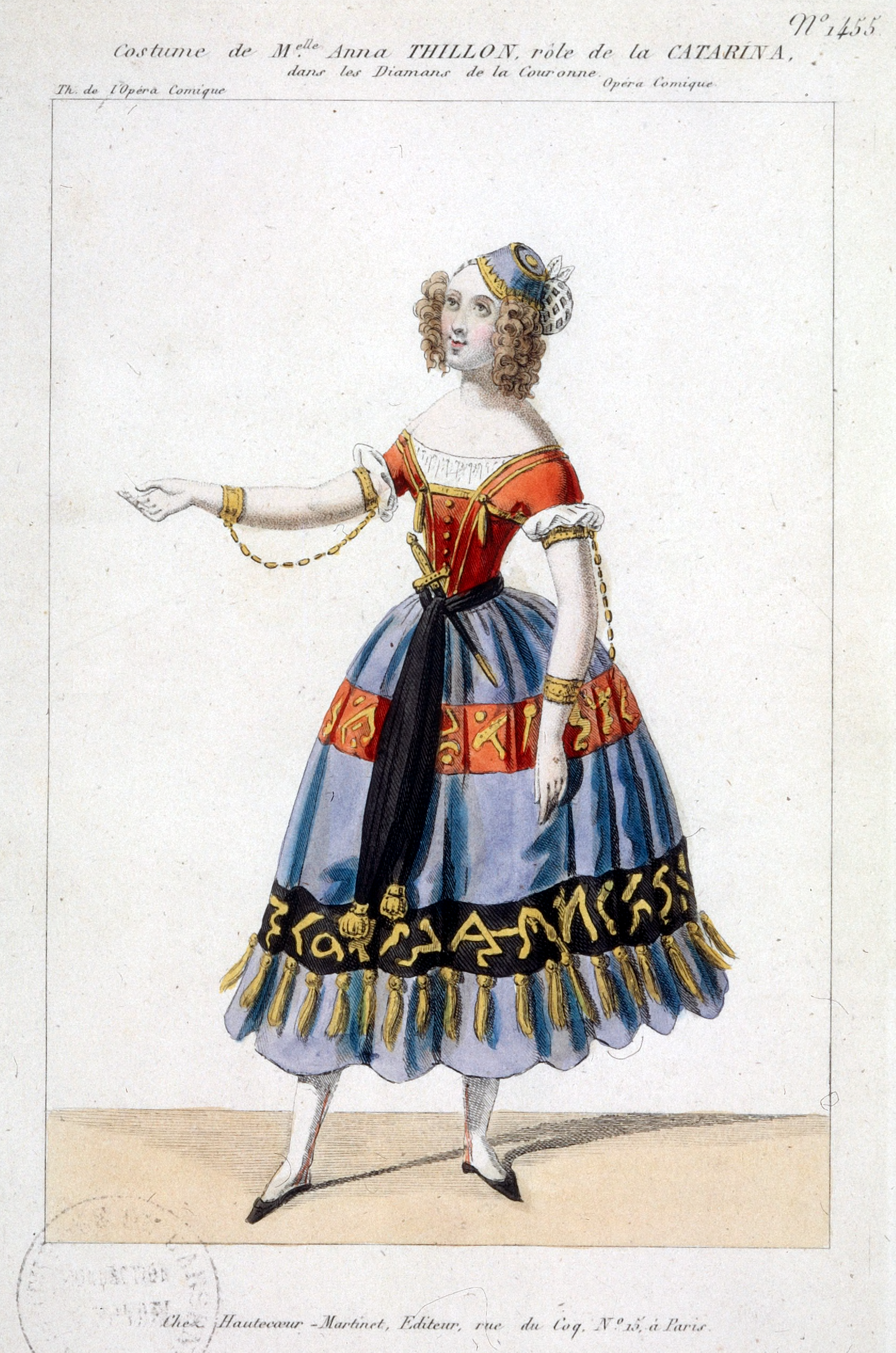
Thillon (Catarina, erster Akt)
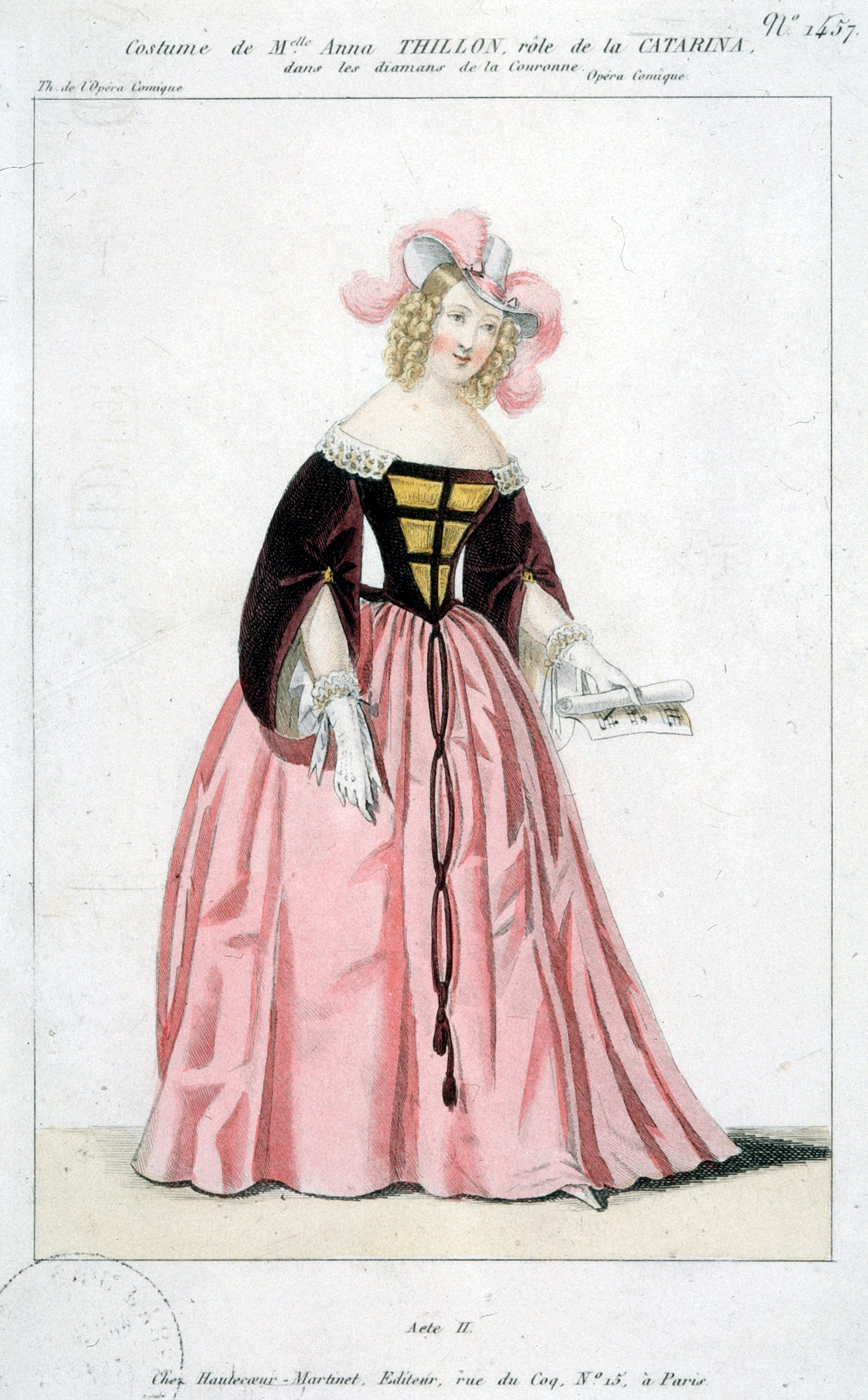
Thillon (Catarina, zweiter Akt)
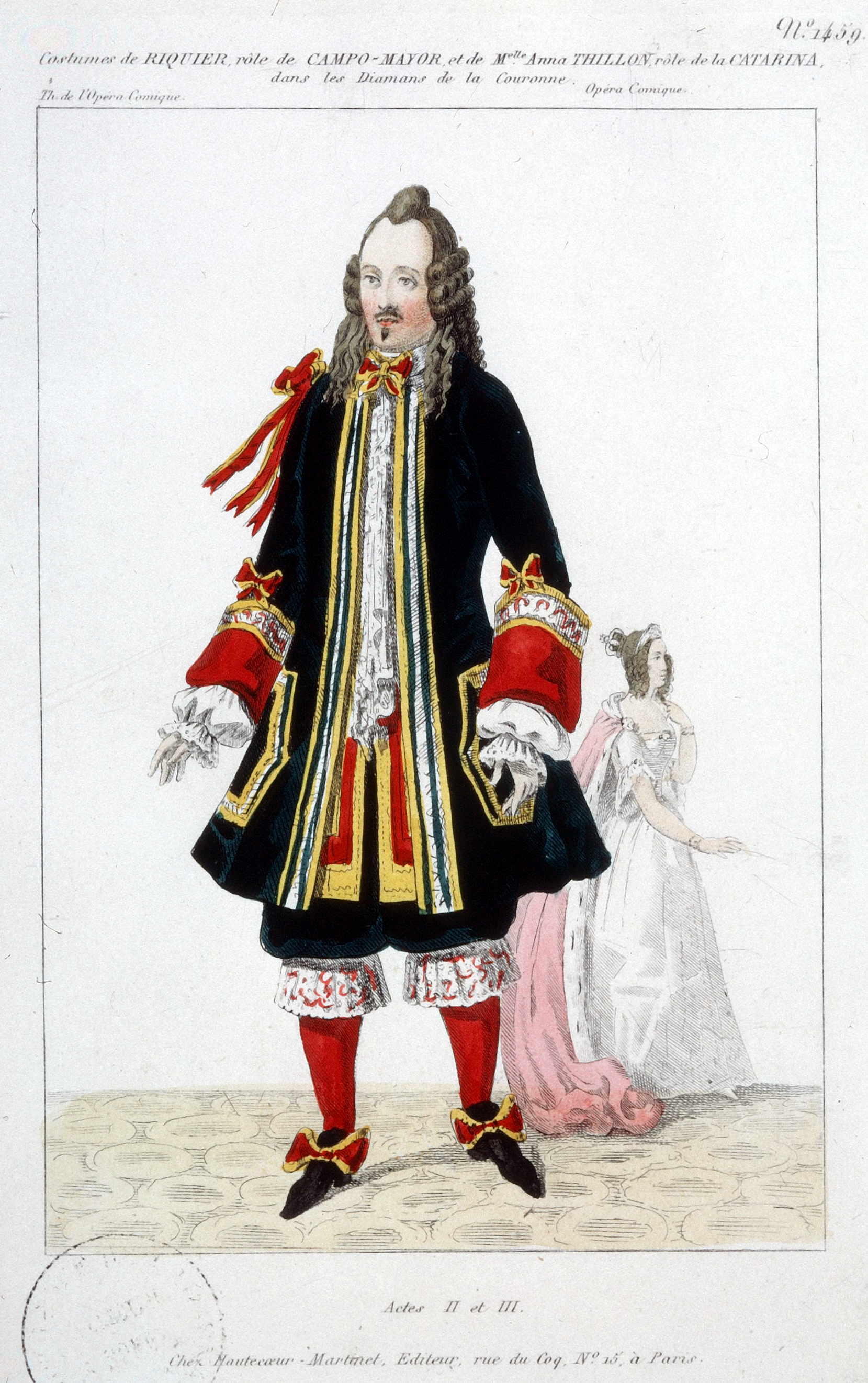
Ricquier (Comte de Campo Mayor, zweiter und dritter Akt) und Thillon (Catarina, dritter Akt)

Les diamants de la couronne wurde wegen seines Lokalkolorits und einiger herausragender Stücke wie dem Bolero im zweiten Akt eines der erfolgreichsten Werke Aubers. Bis 1849 wurde es allein in Paris 186 Mal gespielt, und bis 1887 insgesamt 379 Mal. 1889 wurde es unter dem Titel Les diamants de la reine erneut aufgenommen. Eine vorerst letzte Produktion gab es am 20. März 1896 in Marseille.
Die US-Premiere war am 31. März 1842 in New Orleans, die britische am 2. Mai 1844 im Princess’s Theater London erneut mit Anna Thillon als Catarina. Der große Erfolg stellte sich dort aber erst 1854 mit der Produktion am Theatre Royal Drury Lane ein, bei der Louisa Pyne die Rolle der Catarina und William Harrison den Henrique sangen. Für diese beiden wurden Henriques Ballade „Oh, whisper what thou feelest“ (Anfang von II:12) und Catarinas Arie „When Doubt the tortured Frame is rending“ (Anfang von III:1) hinzukomponiert. Die übrigen Rollen sangen Mr. Horneastle (Comte de Campo Mayor), Mr. Reeves (Don Sébastien), Mr. Borrani (Rebolledo) und Eliza Pyne, die Schwester Louisas (Diana). In dieser Besetzung wurde die Oper 100 Mal gespielt.
Auch im deutschsprachigen Raum gab es mehrere Produktionen, so 1842 in München und Hamburg, 1843 in Berlin und 1849 in Wien. Die Angaben über den nachhaltigen Erfolg der deutschen Fassung sind widersprüchlich. Ludwig Finscher zufolge konnte sie sich, möglicherweise wegen der wenig gelungenen Übersetzung von Václav Alois Svoboda, nicht dauerhaft durchsetzen. Der von Johannes Scholtze Anfang des 20. Jahrhunderts herausgegebene Vollständige Opernführer durch die Repertoireopern hingegen schrieb, dass sie sich 32 Jahre als Repertoirestück hielt.
1854 vertonte Francisco Asenjo Barbieri eine von Francisco Camprodon erstellte Fassung des Librettos als Zarzuela mit dem Titel Los diamantes de la corona.
Das Teatro della Commedia in Mailand zeigte die Oper im Frühjahr 1873 unter dem Titel I diamanti della corona.
Im Dezember 1999 wurde eine Produktion des Théâtre Impérial de Compiègne auf Video aufgezeichnet.

## Aufnahmen
- Dezember 1999 – Edmon Colomer (Dirigent), Pierre Jourdan (Inszenierung), Orchestre de Picardie, Coro Spezzati.
 Paul Medioni (Comte de Campo Mayor), Christophe Einhorn (Don Henrique), Dominique Ploteau (Don Sébastien), Armand Arapian (Rebolledo), Sébastien Lemoine (Barbarigo), Nicolas Gambotti (Mugnoz), Mylène Mornet (Diana), Ghyslaine Raphanel (Catarina).
 Auch Video; live aus dem Théâtre Impérial de Compiègne.
 Mandala/Harmonia Mundi 5003/05 (3 CDs), Théâtre Impérial de Compiègne (1 VC).[12]